# 남포 (1489년)
남포(南褒, 1470년 이전 ~ 1570년)는 조선의 문신이다. 본관은 의령. 자는 사미(士美), 호는 지지당(知止堂), 별호는 창랑거사(滄浪居士)·소요자(逍遙子)이다. 남이, 남효온의 친족으로, 의정부영의정을 지낸 남곤(南袞)의 형이다.

## 생애

### 출생과 가계
남포는 아버지는 곡산군수를 지내고 증 의정부영의정에 추증된 남치신(南致信)과 하비의 딸인 증 정경부인 진주 하씨의 아들로 태어났다. 동생은 후일 영의정을 역임한 지족당 남곤(南袞)이다. 일설에는 그의 생년이 1489년으로 되어 있으나, 그가 1489년에 진사시에 합격했으므로 1489년생이라는 주장은 앞뒤가 맞지 않는다.
고려말에 지영광군사를 지낸 남천로(南天老)의 후손으로, 남천로의 손자 조선의 개국 공신 남재(南在)의 후손이라는 설과, 일설에는 남재의 숙부이자 남천로의 차남 남을진(南乙珍)의 증손자라는 설도 있으나, 남을진의 형 남을번(南乙蕃)이 1320년생이고, 남을진은 1331년생으로 그의 증조부로 보기에는 다소 연대가 맞지 않는다.
정확한 생년이 전하지 않는 가운데 동생 남곤의 출생년대를 전후했을 것으로 생각된다. 남을진의 증손으로 본다면, 동생 남곤보다 30년 연상인 남이가 그의 손자뻘이 되고, 남효온이 남곤보다 17년 연상인 그의 증손자뻘이 되므로 앞뒤가 맞지 않는다.

### 관료 생활

#### 관료생활 초반
1489년(성종 20년) 진사시에 합격하여 진사가 되고, 1502년(연산군 8년) 알성 문과에 병과로 급제하였다. 그 뒤 공조좌랑, 공조정랑, 홍문관직제학 등을 지냈다. 공조의 낭관으로 있을 때 사적으로 진상품으로 바쳐진 도자기를 사용했다가 중종 때 여러번 탄핵을 당하게 된다. 그 뒤 동생 남곤이 갑자사화와 무오사화 당시 사림파로 숙청되자 그도 연루되어 현직에 나가지 못하다가 1506년 중종반정 이후 소격서령(昭格署令)을 지냈다.

#### 중종 반정 이후
이후 춘추관기사관으로 연산군일기 편찬에 참여하였다. 1508년 8월 춘추관기사관(記事官)인 소세량(蘇世良)과 함께 사초의 내용을 발설한 이극돈을 탄핵, 관작 추탈을 건의한다.
"이극돈의 사사를 누설한 죄는 자광(子光)의 간사함보다 심하거늘, 어찌 증작(贈爵)을 거두는 데에 그치겠습니까? 실직(實職)을 추탈(追奪)하소서."
그해 11월 홍문관수찬, 12월 사간원정언(司諫院正言)을 지냈다. 1509년 1월초 낮에 태백이 떨어진 일을 논하였으며, 1월 말 이희보(李希輔)를 탄핵하였으나 과거급제자라는 이유로 왕이 들어주지 않았다.
이때 그는 적성(積城) 어떤 사족(士族)의 집 근처에 재목을 쌓아 두고 여노(女奴)를 시켜 지키게 하였는데, 여노가 그 집 종의 아내가 되었다. 그런데 어느날 여종이 '재목이 들불에 소실되었다.' 하자 남포는 사족의 집을 의심, 그 사족의 집에서 징수하고자 형조에 정장(呈狀) 하여 적성현에 공문을 보냈다. 이때 그 사족의 집 과부는 상중에 현감의 명으로 옥에 수감됐다가 40일 뒤에 사헌부의 감찰에 밝혀져 논란이 됐다.
그 뒤 예조 좌랑이 되었다가 그해 4월 송사문제에 연루되어 추고받았다. 6월 형조 정랑 권성(權晟)에게 사사로이 청탁하여 사족을 고소한 일로 사헌부로부터 탄핵을 받고 파직당했다. 그해 11월 장형 100대를 선고받았으나 소방으로 특별히 사면되자 대간이 여러번 이를 지적했으나 왕이 들어주지 않았다.
11월 7일 도승에 임명되었으나 사헌부지평(持平) 허지(許遲)로부터 "심술이 부정하여, 사족(士族)의 부녀를 사족이 아니라 하고 친구를 속였"다는 이유로 탄핵을 받았다. 이후 언관들의 공격으로 11월 9일 도승에서 체직되었다.
1514년 연산군 때 좌랑으로 있으면서 진상품으로 바쳐진 도자기들 중 개구분(蓋具盆) 1부(部)를 사적인 목적으로 사용한 일로, 당시 진상품을 사적으로 쓴 다른 관료들과 함께 탄핵을 받았다. 이후 사간원 등에서 여러 번 이를 언급하였으나 왕이 듣지 않아 처벌을 모면하였다.
1520년 혜민서교수(惠民署敎授)가 되었다가 그해 3월 탐욕스러운데도 현직에 임명됐다는 이유로 사간원의 탄핵을 받았다. 그러나 왕이 듣지 않자 사간(司諫) 소세양(蘇世讓)·지평 임권(任權) 등이 직접 나서서 그를 탄핵했으나 역시 받아들여지지 않았다.
1523년 1월 봉상시 주부(奉常寺主簿)가 되었다. 그러나 혜민서교수로 있을 때 여러 번 탄핵받은바 있다며 대간이 임명을 반대하였으나 왕이 듣지 않았다. 이후 그의 관직 임명을 놓고 사간원에서 여러번 문제삼았으나 왕이 듣지 않았다. 1524년 봉상시 판관(奉常寺判官)을 거쳐 다시 소격서령이 되었다. 1530년 초 소격서의 관리인 유종원이 쌀과 밀가루를 횡령하자, 그가 모를 일이 없다는 이유로 언관들의 탄핵을 받는다.
1530년 12월 의금부 교검(校檢)에 임명되었다. 그러나 사간원으로부터 "본래 탐욕스러운 사람으로 가는 곳마다 근신하지 못했습니다. 전임이었던 소격서 영(昭格署令) 때에 야비한 짓을 많이 해서 사람들이 모두 더럽다고 침뱉고 있습니다. 사판(仕板) 에 끼어둘 수 없다"는 이유로 탄핵을 당했으나 왕이 허락하지 않았다.
1537년 12월 학관(學官)에 임명되었으나 송사를 좋아한다는 이유로 사헌부의 탄핵을 받고 파직되었다.

### 생애 후반
이후 그는 나라일이 잘못되는 것을 보고 세상일에 뜻을 끊고, 스스로 청맹(靑盲)을 자처하여 벼슬하지 않고 경기도 적성(積城) 감악산(紺岳山) 근처에 가서 은둔하였다. 이때 자신을 알아보는 사람이 있을까봐 항상 떨어진 옷을 입고 산천을 두루 돌면서 스스로 창랑거사(滄浪居士)·소요자(逍遙子)라고 일컫고, 가는 곳마다 자신의 성명을 말하지 않으니 세상에서 그의 얼굴을 아는 자가 없었다.
병으로 눕자 곡산군수로 있던 아들 남정진(南廷縉)이 임지인 곡산(谷山)으로부터 와서 모셨다. 죽기 직전 그는 아들에게 유언하기를 "네가 여덟번 고을 벼슬을 제수받아 세번을 사양하고, 다섯번 나간 것은 부모가 있으므로 뜻을 굽힌 것이나, 우리 집에는 선대의 토지와 집이 있어 살아가기 충분할 것이니 내 죽은 뒤로는 다시 벼슬에 나가지 말라. 그리고 묘갈(墓碣)에는 단지 공조(工曹)의 옛 직함만 쓸 것이고, 전한(典翰)·직제학(直提學)은 살아서도 취임하지 않았으니 쓰지 말라."고 유언하였다. 1570년(선조 3년)에 병사하였다.

### 사후
뒤에 선조가 말하기를 "고(故) 직제학 남포는 물러나는 절개가 가상하고, 그 아들의 청백함은 옛사람이라도 넘지 못할 것이다." 하고 상을 내렸다. 당대의 사림파 출신 거물 정치인 남곤의 형제였으나 관직 욕심을 부리지 않아 당시 사람들로부터 많은 칭송을 받았다고 한다.

## 가족 관계
- 할아버지 : 남규(南珪)
  - 아버지 : 남치신(南致信)
  - 어머니 : 진주하씨, 하비(河備)의 딸
    - 동생 : 남곤(南袞[9])
    - 제수 : 정경부인 연안이씨, 이세웅(李世雄)의 딸
    - 제수 : 이름 미상, 남곤의 첩
    - 부인 : 정씨(鄭氏)
      - 아들 : 남정진(南廷縉, 곡산군수 역임)
- 외할아버지 : 하비(河備)
  - 장인 : 정유지(鄭有智)

## 같이 보기
| - 남곤 - 남치신 - 남재 - 남은 - 심정 - 조광조 - 김종직 - 하비 - 남승사 | - 갑자사화 - 무오사화 - 기묘사화 - 김굉필 - 하비 - 사림파 - 남이 - 남은 - 남재 |